# Lingua tsou
La lingua tsou (da tsou, essere umano) è una delle Lingue austronesiane, (che non ha nulla quindi a che vedere col cinese) parlata a Taiwan. È una delle tre lingue che formano il ramo tsouico delle lingue formosane (non tutti gli studiosi, però, concordano con questa classificazione).

## Denominazione
la lingua tsou ha molte denominazione alternative: Namakaban, Niitaka, Tibola, Tibolah, Tibolak, Tibolal, Tso, Tsoo, Tsuou, Tsu-U, Tsu-Wo e Tzo

## Dialetti ed Uso
Lo Tsou ha diversi dialetti: Duhtu, Luhtu, Tapangu, Tfuea e Iimutsu, anche se quest'ultimo pare essersi estinto. Lo Tfea o Tfuya rappresenta la forma standard della lingua.
La lingua viene ancora impiegata quotidianamente all'interno della comunità Tsou, anche se, soprattutto tra i giovani, il cinese mandarino sta prendendo sempre più piede.

## Fonologia

### Vocali
|               | Vocale anteriore | Vocale centrale | Vocale posteriore |
| ------------- | ---------------- | --------------- | ----------------- |
| Vocale chiusa | i [i]            | ʉ [ʉ]           | u [u]             |
| Vocale media  | e [e]            |                 | o [o]             |
| Vocale aperta |                  | a [a]           |                   |

### Consonanti
|                      |                       | Consonante bilabiale | Consonante dentale | Consonante alveolare | Consonante alveolare | Consonante velare | ConsonanteGlottale |
| -------------------- | --------------------- | -------------------- | ------------------ | -------------------- | -------------------- | ----------------- | ------------------ |
| Centrales            | Consonante laterale   | Consonante bilabiale | Consonante dentale |                      |                      | Consonante velare | ConsonanteGlottale |
| Consonante occlusiva | Sorda                 | p [p]                |                    | t [t]                |                      | k [k]             | ʔ [ʔ]              |
| Consonante occlusiva | Consonante glottidale | b [ʔb]               |                    |                      |                      |                   |                    |
| Consonante fricativa | Sorda                 | f [f]                |                    | s [s]                |                      |                   | h [h]              |
| Consonante fricativa | Sonora                | v [v ]               |                    | z [z ]               |                      |                   |                    |
| Consonante affricata | Consonante affricata  |                      |                    | ʦ [ʦ]                |                      |                   |                    |
| Consonante nasale    | Consonante nasale     | m [m]                |                    | n [n]                |                      | ŋ [ŋ]             |                    |
| Consonante liquida   | Semplice              |                      | r [r]              |                      |                      |                   |                    |
| Consonante liquida   | Pré-glott.            |                      |                    |                      | l [ʔl]               |                   |                    |

## Numerali
I numerali in Tsou sono i seguenti (Zeitoun 2005:265):
1. coni ; 10. m-as-kʉ
2. yuso ; 20. m-pus-ku
3. tuyu ; 30. m-tuyu-hu
4. sʉptʉ ; 40. m-sʉptʉ-hʉ
5. eimo ; 50. m-eimo-hʉ
6. nomʉ ; 60. m-onmʉ-hʉ
7. pitu ; 70. m-pʉtvʉ-hʉ
8. voyu ; 80. m-voyvʉ-hʉ
9. sio ; 90. m-sio-hʉ